# 高西新田
高西新田（こうさいしんでん）は、千葉県印西市の大字。郵便番号270-1365。

## 地理
北は浦部、東は白幡、南東は浦幡新田、南から西まで白井市十余一に隣接している。

## 歴史
江戸期は高西新田であり、下総国印旛郡のうち。印西領・印西筋に属する。幕府は元文・寛保期に流作場や原地の開発政策を推進した。浦辺村と白幡村は共同ですでに享保年間に印西牧の一部に浦幡新田を開発したが、再びここに共同で持添新田として当新田を開発。山林原野を中心としており、町人請負の話もあったが、草刈場や薪炭用雑木の確保の上から共同で請負い、明和5年の新田検地により高請された。幕府領。村高は、「天保郷帳」「旧高旧領」ともに70石余。明治6年千葉県の所属。神社は阿夫利神社（印旛郡誌）。明治22年永治村の大字となる。

### 年表
- 1873年（明治6年） - 千葉県に所属。
- 1889年（明治22年）4月1日 - 永治村大字高西新田となる。
  - 町村制施行し、浦部村、小倉村、和泉村、白幡村、浦幡新田、浦部村新田、高西新田、平塚村が合併し印旛郡永治村が発足。
- 1954年（昭和29年）12月1日 - 印西町高西新田となる。
  - 木下町・大森町・船穂村と永治村の一部が合併し印西町が発足。
- 1996年（平成8年）4月1日 - 印西市高西新田になる。
  - 印西町が市制施行し、印西市になる。

## 世帯数と人口
2017年（平成29年）10月31日現在の世帯数と人口は以下の通りである。
| 大字     | 世帯数 | 人口 |
| -------- | ------ | ---- |
| 高西新田 | 30世帯 | 39人 |

## 小・中学校の学区
市立小・中学校に通う場合、学区は以下の通りとなる。
| 番地 | 小学校             | 中学校             |
| ---- | ------------------ | ------------------ |
| 全域 | 印西市立木刈小学校 | 印西市立木刈中学校 |

## 施設
- 阿夫利神社

## 交通

### 道路
- 主要地方道
  - 千葉県道59号市川印西線